# Светлая Русь
Светлая Русь — Российское националистическое движение, основанное в 2009 году российским наёмником-националистом Игорем Мангушевым (1986—2023).

## Название
Название «Светлая Русь», кроме основного своего значения, означает также «Светлокожая Русь», что может быть синонимично со значением «моноэтническое, неоязыческое технократическое национальное государство».

## История и деятельность
Светлая Русь — это российское ополченческое движение, основанное в 2009 году российским наёмником-националистом Игорем Мангушевым. Группа изначально формировалась из участников связанного с Русской православной церковью движения Народный Собор,  а также из различных российских патриотических движений. Некоторые члены группы были бывшими сотрудниками правоохранительных органов или имели связи с Федеральной миграционной службой России.
Первоначальная деятельность организации началась с митинга 30 декабря 2009 года в память о недавно убитом священнике Данииле Сысоеве. Вскоре после этого организация начала сообщать полиции о нелегальных мигрантах из Узбекистана, Кыргызстана и Таджикистана. IВ 2011 году организация провела рейды по жилым домам Пресненского района в поисках мигрантов. С началом Российско-украинской войны Светлая Русь организовала пророссийские мероприятия в Крыму.